# 오운지상
《오운지상 : 먹구름 위에서》(乌云之上)는 2025년 방송되었던 중국의 드라마이다.

## 줄거리
- 한칭은 둥저우시 형사팀의 여형사로 워커홀릭에 감정을 잘 드러내지 않아 ‘무뚝뚝이’라는 별명을 얻었다. 오랜 파트너인 중웨이와는 완벽한 호흡을 자랑했지만, 어느 날 중웨이가 용의자를 쫓던 중 실종되고, 두 달이 지나도록 아무런 소식이 들려오지 않는다. 한칭은 불안과 고통 속에서도 맡은 사건들을 해결해나가면서도 포기하지 않고 중웨이에 대한 실마리를 찾으려 노력한다. 그러던 중, 새롭게 발생한 살인 사건이 한칭의 촉을 발동시키는데...

## 등장 인물
- 쑨리 - 한칭 역
- 뤄진 - 중웨이 역
- 정관림 (丁冠森) - 린쟈쟈 역
- 리샤오란 - 저우쉐만 역
- 왕자일 (Leo) - 왕쉐화 역
- 황만 (黄曼) - 둥제 역
- 류일영 (刘一莹) - 바이샤오후이 역
- 왕재권 (王梓权) - 천빈 역
- 주박 (周璞) - 뤄젠민 역

## 참고사항
- 극중 한칭 역을 맡고있는 쑨리는 이상지성 이후 4년만에 복귀하는 작품이기도 하다
- 한칭과 중웨이 역을 맡고있는 쑨리와 뤄진은 안가 : Selling Dream 이후 5년만에 재회하였다